# Chariton d'Aphrodise
Pour les articles homonymes, voir Chariton.
Chariton d'Aphrodise ou d'Aphrodisias est un écrivain grec du Haut-Empire romain, dont l'époque est inconnue (parfois située entre le Ve et IXe siècles, il est plus vraisemblable qu'il ait vécu au IIe siècle), natif d'Aphrodisias en Carie. Il est auteur du roman Chéréas et Callirhoé.

## Biographie
On manque de renseignements sur la vie de Chariton d'Aphrodise. On ignore même l’époque précise où il a vécu. Nous avons de lui un roman écrit en grec, qui fut publié pour la première fois par Jacques Philippe d'Orville, avec une version latine de Johann Jacob Reiske, et d’excellents commentaires. Charitonis Aphrodisiensis amatoriarum Narrationum de Chærea et Callirrhoe lib. 8, gr.-lat., Amsterdam, 1750, 5 parties en 1 vol. in-4°. Christian Daniel Beck en a donné une seconde édition, dans laquelle on retrouve, avec quelques augmentations, tout ce que renferme la précédente, à l’exception de l’avertissement que d’Orville avait mis à la tête de ses animadversiones. Le texte grec a paru depuis séparément, Venise, 1812, in-4°, par les soins de Spiridon Vlantis. Pierre-Henri Larcher a traduit ce roman en français, sous le titre d’Histoire des amours de Chéreas et de Callirrhoé, Paris, 1763, 2 tomes en 1 vol. in-12. La traduction de Nicolas Fallet, Paris, 1775, grand in-8°, fig., quoique mieux écrite que celle de Larcher, est beaucoup moins estimée. L’ouvrage de Chariton a été aussi traduit en italien par Michelangelo Giacomelli, archevêque de Chalcédoine : di Caritone Afrodisieo de’ Racconti amorosi di Cherea e di Callirroe lib. otto, sans nom de ville (Rome), 1752, in-4° ; réimprim., ibid., 1756, in-8°.

## Sources
1. ↑  (es) Dominique Richard, « Chariton de Lampsaque », sur Encyclopædia Universalis (consulté le 27 février 2022).

- « Chariton d'Aphrodise », dans Louis-Gabriel Michaud, Biographie universelle ancienne et moderne : histoire par ordre alphabétique de la vie publique et privée de tous les hommes avec la collaboration de plus de 300 savants et littérateurs français ou étrangers, 2e édition, 1843-1865 [détail de l’édition]
- Marie-Nicolas Bouillet  et Alexis Chassang (dir.), « Chariton d'Aphrodise » dans Dictionnaire universel d’histoire et de géographie, 1878 (lire sur Wikisource)
- Chariton, Le Roman de Chairéas et de Callirhoé, Collection Universitaire de France (CUF), Paris, Les Belles Lettres, 1979
- Pierre Grimal, Romans grecs et latins, Bibliothèque de la Pléiade, 1958, p. 379-513.